# Junichi Sato
Junichi Sato (潘 恵子; Aichi, 3. ožujka 1960.) je japanski anime redatelj. 

## Animei koje je režirao
- Maple Town (1986.)
- Goldfish Warning (1991.)
- Mjesečeva ratnica (1992.)
- Magical Doremi (1999.)
- Čudni svijet (2002.)
- Princeza Tutu (2002.)
- Aria (2005.)
- Kaleido zvijezda (2006.)
- Romeo X Julia (2007.)
- Tamayura (2010.)

## Vanjske poveznice
- Junichi Sato na Internet Movie Databaseu
- Junichi Sato na Anime News Network
- Video intervju na temu "Mjesečeva ratnica"